# DJ Sammy
Samuel Bouriah (született 1969. október 19. -) DJ Sammy művésznéven ismert spanyol DJ és producer. Eddig 5 albumot és 5 toplistás dalt adott ki, köztük Bryan Adams "Heaven" című dalának feldolgozását, ami 2002-ben listavezető helyet ért el az Egyesült Királyságban. A karrierje a korábbi hitvesével, Marie-José van der Kolkkal kezdődött, az első kislemezének elkészítésekor DJ Sammy feat. Carisma művésznéven. Van egy lánya, Saphia María (született 2005-ben) a Kolkkal kötött házasságából.

## Karrier
DJ Sammy zenei karrierjét 1984-ben kezdte pubokban (a Siros pubban egy egész nyáron át dolgozott a zenei téren jól ismert PR menedzserrel, Jose Crespo-val) és mallorcai diszkókban, koncerteket játszva klubokban, mint az Alexandra (újraépült 1998-99 körül és átnevezték Boomerang’s-ra), a Banana’s vagy a Zorba’s. Abban az időben zenei technikusnak tanult a Majorca-i Zenei Kollégiumban. 1991-ben találkozott a táncosnő Marie José van der Kolkkal és a palmai Zorba’s Clubban dolgoztak együtt. 1992-ben DJ Sammy rezidens DJ lett a Joy Palace Club in Arenalban és Marie-José rezidens táncos volt ugyanott.
1995 novemberében DJ Sammy megjelentette az első kislemezét, a "Life is Just a Game"-et Marie-José-val, aki akkoriban kezdett énekelni. A dal top 10-es slágerré vált a spanyol lemezeladási listákon. Más kislemezek, mint a "You’re My Angel" és a "Prince of Love", a német lemezeladási listákon arattak sikert. DJ Sammy 1998 júniusában adta ki első albumát, a Life is Just a Game-et.
DJ Sammy megalapította a saját zenei kiadóját, a Super M Records-ot, ahogy a Gamba Music Company-t is. 2002-ben kiadta a Heaven című albumát, olyan toplistás dalokkal mint a "Sunlight", és olyan feldolgozásokkal, mint Bryan Adams Heaven című dalának Do holland énekesnővel készített feldolgozása, illetve Don Henley The Boys of Summer című dalának feldolgozása.
Következő albuma, a The Rise 2005-ben jelent meg, olyan toplistás kislemezekkel, mint a "Rise Again", ami a Nesze neked, Pete Tong! című film egyik betétdala volt, és Annie Lennox "Why" című dalának feldolgozása.
2007-ben Sammy együtt dolgozott Enrique Iglesias-szal, újramixelve az énekes sikeres, Insomniac című albumának második számát, a "Tired of Being Sorry"-t.  A sikert követően 2007 áprilisában Marta Sánchez megjelentette a "Superstar" című dalát, melynek producere és társszerzője Sammy volt. A dal a "Soy Yo" óta nem látott sikert ért el. David Bisbal albumához, a Premonición-hoz Sammy írta az "Aquí Ahora" című számot. Sammy Soraya Arnelas Sin Miedo című albumán is dolgozott.
Világ körüli turnéra indult a Baleriac Masters turnéval, ami 2007 végén kezdődött. Nyah énekes-dalszerző az "Everybody Hurts", a "Feel the Love", az "Animal" (Jean-Baptiste-tal) és a "Look for Love" dalokban működött közre.
Sammy 2013 júniusában adta ki "Shut Up and Kiss Me" című dalát, a vokalista The Jackie Boyz-zal, a videóklipjét Mark Feuerstake rendezte. 2013. június 18-án Sammy feltöltötte a YouTube-ra a videóklipet.

## Fordítás
- Ez a szócikk részben vagy egészben  a   DJ Sammy című angol Wikipédia-szócikk fordításán alapul.  Az eredeti cikk szerkesztőit annak laptörténete sorolja fel. Ez a jelzés csupán a megfogalmazás eredetét és a szerzői jogokat jelzi, nem szolgál a cikkben szereplő információk forrásmegjelöléseként.